# Pickering (North Yorkshire)
Pickering è un paese di 6 830 abitanti della contea del North Yorkshire, in Inghilterra.

## Geografia

### Collocazione
Pickering si trova all’incrocio della A170, che collega Scarborough con Thirsk, e della A169, che unisce Malton e Whitby. La cittadina occupa un’ampia fascia di terreno compresa tra gli Ings e le Low Carrs, a sud della strada principale, e una dorsale di terreno più elevato e in pendenza, sulla quale sorge il castello, a nord. È situata nel punto in cui le antiche rocce calcaree e arenarie dei North York Moors si incontrano con i depositi glaciali della Vale of Pickering. Le rocce calcaree costituiscono la collina su cui si trovano le parti più alte della città e il castello.
Il Pickering Beck è un corso d’acqua che scorre da nord a sud attraverso il centro della città. Nasce sulle brughiere e defluisce verso sud attraversando la Newton Dale prima di raggiungere Pickering. In caso di precipitazioni eccezionali, tende a straripare, allagando le aree cittadine prossime al suo corso. Il centro urbano si trova a est del beck, anche se la popolazione è quasi equamente distribuita tra i quartieri orientale e occidentale.
Pickering si è sviluppata attorno all’antica piazza del mercato (Market Place), ma la maggior parte delle abitazioni si trova oggi nei quartieri residenziali che si diramano dalla strada principale A170.